# 福斯橋
福斯桥（英語：Forth Bridge）为1889年興建於蘇格蘭福斯河河口上方的懸臂式铁路大橋，長2.5公里，為約翰·富勞爾及班傑明·貝克所設計。利用懸臂式鋼樑，支撐兩跨各為四十六公尺長的鋼架，共使用約五萬八千噸的鋼料，是世界上第二长的多跨悬臂桥。它被认为是工程学和建筑学的杰作，于2015年被列为世界遗产。

## 文化影響
由於此橋巨大的规模，光是為其表面刷油漆一項就耗費了不少的人力物力，据说等到把桥梁全部油漆一遍之后，前面的已经褪色，就又得开始重新油漆了，因此在英語裡人們甚至用 Painting the Forth Bridge（給福斯橋刷油漆）這一熟語來表示一項永无止境的或艰巨的任务。

## 伸延閱讀
- Kelly, Peter. . Rail Enthusiast (EMAP National Publications). April 1983: 34–39. OCLC 49957965.
- MacKay, Sheila. . Birlinn. 2011  [2020-11-25]. ISBN 978-1-84158-935-0. （原始内容存档于2016-08-22）.
- Winchester, Clarence (编). . . 1935: 432–441  [2020-11-25]. （原始内容存档于2021-03-09）.

## 外部連結
- 40 black-and-white photographs of the construction of the Forth Bridge taken in 1886–1887 by Philip Phillips at National Library of Scotland
- The Forth Bridges （页面存档备份，存于）
- Structurae数据库中Forth Rail Bridge的数据
- Scottish Poetry Library: Poetry Map of Scotland（页面存档备份，存于） (Firth of Forth): The Construction of the Forth Bridge, 1882–1890, by Colin Donati

56°00′02″N 3°23′19″W / 56.000421°N 3.388726°W